# Personne morale de droit public
Une personne morale de droit public est une personne morale soumise au droit public et spécialement au droit administratif ; pour certaines de ses activités, elle peut toutefois être régie par le droit privé.

## Droit français
En droit français, on peut citer : 
- l'État ;
- les collectivités territoriales et leurs groupements ;
- les établissements publics ;
- les groupements d'intérêt public ;
- les autorités publiques indépendantes (les autorités administratives indépendantes n'étant quant à elles pas dotées de la personnalité morale) ;
- l'Institut de France et les cinq académies qui le composent ;
- l'Académie nationale de médecine ;
- la Banque de France ;
- la Caisse des dépôts et consignations ;
- les groupements de coopération sanitaire, lorsqu'ils sont constitués exclusivement par des personnes de droit public, ou par des personnes de droit public et des personnes physiques ou morales exerçant une profession de santé à titre libéral, ou lorsque les personnes publiques possède la majorité du capitale ou à défaut de capitale, la majorité des moyens de production ;
- les groupements de coopération sociale et médico-sociale, lorsqu'ils sont constitués par des personnes de droit public, ou par des personnes de droit public et des personnes physiques ou morales exerçant une profession de santé à titre libéral .

## Droit québécois
En droit québécois, les personnes morales de droit public sont régies par les règles de droit public, dont leurs lois constitutives (par exemple la Loi sur Hydro-Québec) et par les règles du Code civil du Québec. Les articles 298 à 300, 916 et 917, 1376, 1464, 2724, 2725, 2731, 2814, 2940 du Code civil contiennent des règles sur les personnes morales de droit public. En particulier, l'art. 300 C.c.Q. énonce que : 

« Les personnes morales de droit public sont d’abord régies par les lois particulières qui les constituent et par celles qui leur sont applicables; les personnes morales de droit privé sont d’abord régies par les lois applicables à leur espèce.
Les unes et les autres sont aussi régies par le présent code lorsqu’il y a lieu de compléter les dispositions de ces lois, notamment quant à leur statut de personne morale, leurs biens ou leurs rapports avec les autres personnes. »